# Hrîșkî, Lîpova Dolîna
Hrîșkî (în ucraineană Гришки) este un sat în comuna Kapustînți din raionul Lîpova Dolîna, regiunea Sumî, Ucraina.

## Demografie
Componența lingvistică a localității Hrîșkî
     Ucraineană (100%)
Conform recensământului din 2001, toată populația localității Hrîșkî era vorbitoare de ucraineană (100%).